# 세상에 단 하나뿐인 아이반
 《세상에 단 하나뿐인 아이반》은 캐서린 애플게이트가 2012년에 발표한 어린이 소설이다. 이 책은 2013년에 뉴베리 메달을 수상하였을 뿐만 아니라 다른 여러 상도 수상했다. 2020년에는 8년 만에 후속작인 《세상에 단 하나뿐인 밥》이 출판되었다.

## 등장 인물
- 아이반: 비디오 아케이드에서 27년 동안 살았던 느긋한 고릴라. 인간의 집이나 8번 출구 서커스 쇼핑몰에서 생활하면서 대부분의 삶을 갇힌 채로 보냈다. 갇혀 살기 전의 삶에 대해 조금밖에 기억하지 못해 쇼핑몰에서의 삶에 만족했다. 이야기가 진행됨에 따라 아이반은 자신의 삶이 만족스럽지 않다고 판단하고 루비와 자신을 동물원에서 나머지 평생을 보낼 수 있도록 노력한다.
- 스텔라: 부상을 입어 맥에게 팔리기 전에 여행 서커스에서 살던 늙은 코끼리.  기억이 길고 동물원에서 사는 것을 선호한다. 이반에게 자신이 더 이상 루비를 돌보지 못하게 되었을 때 루비를 돌봐 달라고 부탁한다..
- 밥: 아이반의 영역에서 함께 사는 떠돌이 개. 떠돌이의 삶에 만족하며 인간의 집에 입양되고 싶지 않아 한다.
- 맥 : 작은 서커스의 주인이자 파트 타임 서커스의 광대. 아프리카에서 아이반을 잡은 밀렵꾼들로부터 아이반을 사들인다. 책에 자주 등장하지 않으나, 일반적으로 좋은 사람으로 보인다. 그러나 그의 사업이 기울어 예전처럼 쇼핑몰을 유지할 여유가 없다. 스텔라와 루비에 대한 그의 행동은 아이반이 루비를 동물원으로 옮기게 하도록 한다.
- 조지: 쇼핑몰의 관리인. 동물들과 쇼핑몰을 관리한다. 그러나 직장을 잃을까봐 두려워서 아이반을 돕는 것에 대해 갈등을 느낀다.
- 줄리아: 조지의 딸. 아이반에게 그림 그리기를 좋아하게 한다. 줄리아는 루비와 다른 동물들을 동물원으로 옮기려는 이반을 돕는다.
- 루비: 쇼핑몰에 새로 온 아기 코끼리. 최근에 어머니를 잃었고 이전에 서커스 묘기 훈련을 받은 적이 없다. 루비의 치료는 아이반이 그녀를 구할 방법을 찾도록 만들게 되다. 사람들이 거짓말을 하고 있는지도 알 수 있다.
- 키냐니: 아이반이 동물원에서 만난 암컷 고릴라.
- 마야: 아이반과 루비를 비롯한 서커스의 모든 동물들을 동물원으로 데려온 동물원의 주인.

## 영감
《세상에 단 하나뿐인 아이반》은 완전히 허구적인 이야기지만 27년 동안 비슷한 상황에서 살았던 아이반의 실화에서 영감을 받았다. 아이반은 1994년 애틀랜타 동물원에 입양되었다.